# Temple de Vespasià
El temple de Vespasià o temple de Vespasià i Tit (en llatí: Templum Divi Vespasiani, en italià Tempio di Vespasiano) està situat a Roma a l'extrem occidental del Fòrum romà entre el temple de la Concòrdia i el temple de Saturn. Està dedicat a l'emperador romà Vespasià i al seu fill Tit Flavi Sabí Vespasià. Va ser començat per Tit l'any 79 després de la mort de Vespasià. El temple va ser acabat pel germà de Tit, Domicià, aproximadament l'any 87.

## Estructura

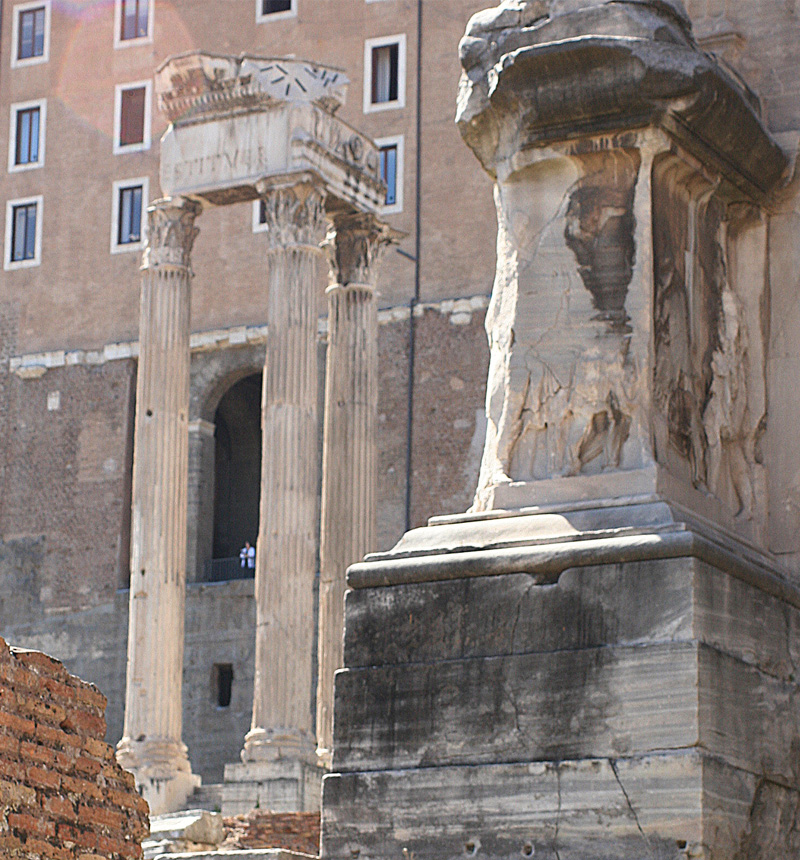
Les tres columnes que queden dretes del temple de Vespasià

El temple de Vespasià tenia un ordre corinti, hexàstil, i pròstil. Era particularment estret a causa de l'espai limitat: mesurava 33 m de longitud i 22 m d'amplada. En un petit espai entre aquest temple i el de Concòrdia, es trobava una petita sala de dos pisos feta de maons i formigó, i folrada amb marbre: va ser construïda contra la paret del tabulàrium, i aparentment estava dedicada a Tit.

## Història

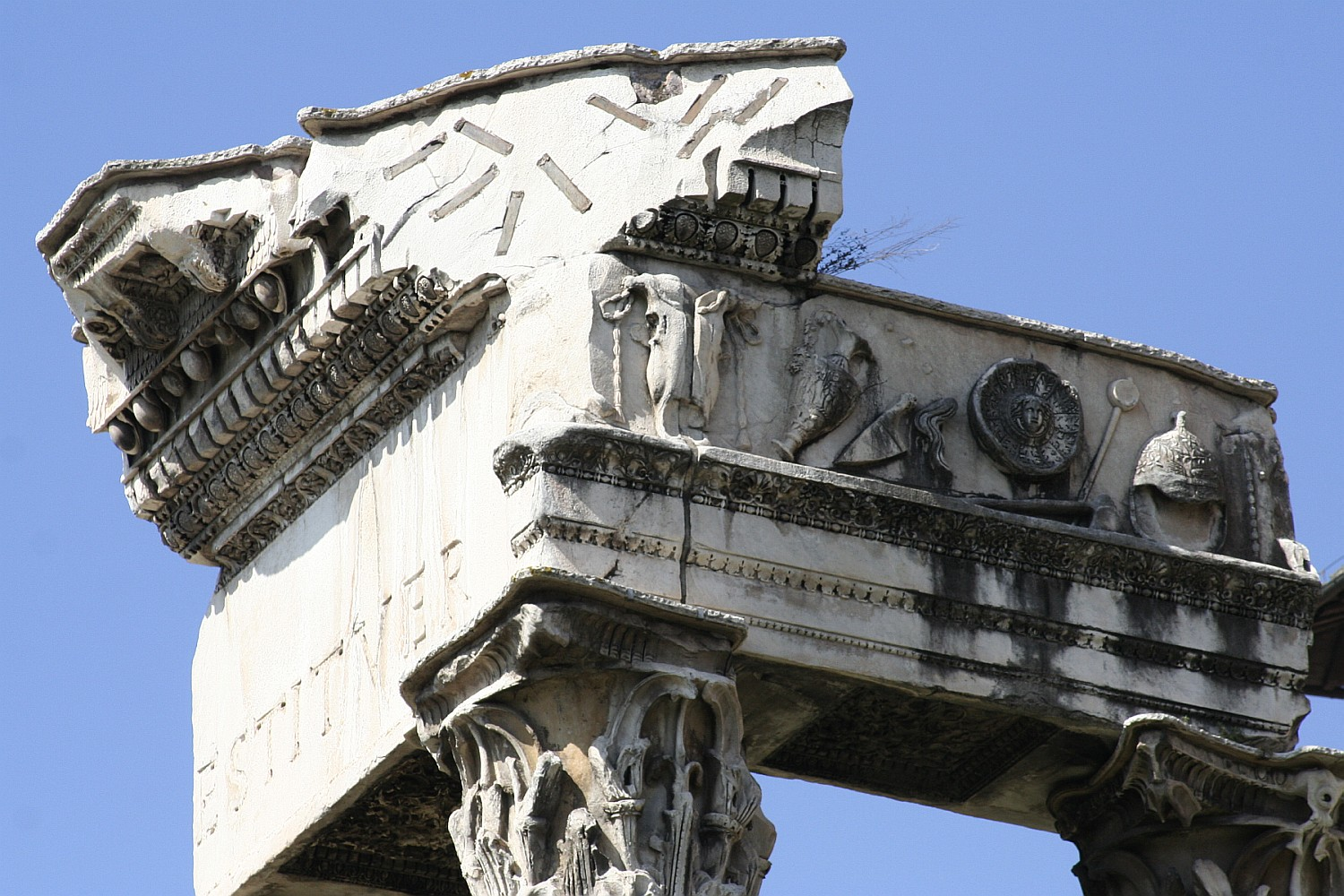
Detall del fris

Tit va començar-ne la construcció i possiblement va acabar els fonaments, fets de formigó de tova calcària, i el centre del podi, fet de marbre blanc. Domicià va completar-ne el treball interior després de la mort de Tit. Les parets interiors de la cel·la estaven fetes de travertí, folrat amb marbres importats a un alt cost de les províncies orientals.
L'interior està molt ornamentat i el fris representa objectes sagrats que haurien estat utilitzats com els símbols o insígnies, als diversos collegia sacerdotals a Roma. Prop de l'any 200, l'emperador Septimi Sever i el seu fill, Caracal·la, van realitzar la renovació del temple.
El temple va patir danys importants durant l'època medieval, particularment l'any 1300 quan el papa Nicolau V va remodelar el Fòrum, i això va implicar la demolició de diverses parts del temple. Avui en dia, només en queda el centre del podi, unes parts de la cel·la, i tres columnes corínties, amb una alçada de 15,20 metres, a la cantonada sud-est del pòrtic.